# Port d'Envalira
Le port d'Envalira (du catalan port : col) est le plus haut col routier des Pyrénées : à 2 408 mètres d'altitude, il se situe en Andorre, quelques kilomètres après la frontière franco-andorrane et le bourg du Pas de la Case, sur la ligne de partage des eaux entre l'océan Atlantique et la Méditerranée. Seul passage routier entre la France et l'Andorre, le col est maintenu ouvert la plus grande partie de l'année ; il a cependant été doublé par le tunnel d'Envalira mis en service en 2002.

## Toponymie
Le mot « port » est un terme issu du latin portus qui désigne dans les Pyrénées un col de montagne,.

## Géographie

### Topographie

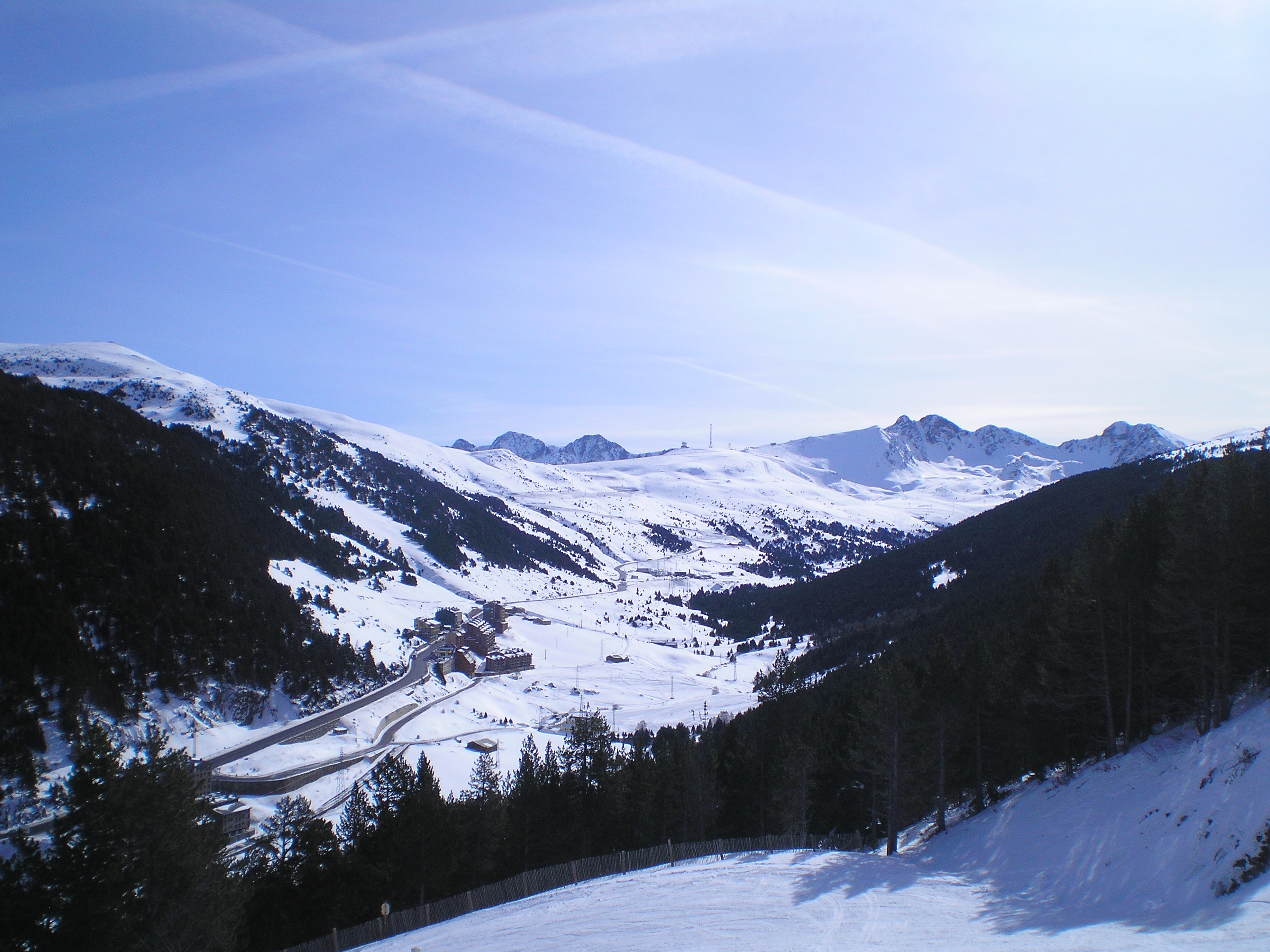
Vue du col.

La montée vers le col, longue de plus de 35 kilomètres, débute à Ax-les-Thermes (altitude 720 m) par la route nationale 20. Depuis Andorre-la-Vieille (altitude 1 029 m), la route est un peu plus pentue (5 % en moyenne), et plus courte (27,5 kilomètres).

## Histoire
La route du port d'Envalira a été ouverte à la circulation en 1933, parachevant le désenclavement de l'Andorre déjà initié en 1913 avec la construction de la route reliant Sant Julià de Lòria à La Seu d'Urgell en Espagne. Cette route du port d'Envalira a remplacé un ancien sentier muletier.
Depuis le 29 septembre 2002, il est possible de l'éviter pour rejoindre les autres villes d'Andorre en empruntant le tunnel d'Envalira. Ce dernier, dont l’altitude varie de 2 060 à 2 000 m, est ouvert à la circulation des véhicules légers.

## Cyclisme
Le col offre une montée longue mais régulière aux cyclistes. Celle-ci a été empruntée par les deux versants lors d'une dizaine d'étapes du Tour de France et à deux reprises lors de la Vuelta.
| Vallée                    | Distance | Altitude de départ | Altitude d'arrivée | Dénivelé | Pente |
| ------------------------- | -------- | ------------------ | ------------------ | -------- | ----- |
| depuis Latour-de-Carol    | 31 km    | 1 245 m            | 2 408 m            | 1 163 m  | 3,7 % |
| depuis Ax-les-Thermes     | 35 km    | 720 m              | 2 408 m            | 1 688 m  | 4,8 % |
| depuis Andorre-la-Vieille | 27,5 km  | 1 029 m            | 2 408 m            | 1 379 m  | 5 %   |

Le col est classé en 1re catégorie par le Tour de France, ce qui en fait l'ascension non classée hors catégorie la plus élevée de l'épreuve. Dans la Vuelta, il est classé en catégorie « Especial », l'équivalent du « hors catégorie » en Espagne.

### Passages du Tour d'Espagne
Les vainqueurs pour les passages du Tour d'Espagne ont été les suivants :
- 2003 :  Alejandro Valverde (9e étape) ;
- 2013 :  Philippe Gilbert.

### Passages du Tour de France
Les vainqueurs pour les passages du Tour de France ont été les suivants :
- 1964 :  Julio Jiménez (13e étape) ;
- 1964 :  Federico Bahamontes  (14e étape) ;
- 1968 :  Aurelio González (13e étape) ;
- 1974 :  Raymond Delisle (15e étape) ;
- 1993 :  Leonardo Sierra (15e étape) ;
- 1997 :  Richard Virenque (10e étape) ;
- 1997 :  Richard Virenque (11e étape) ;
- 2009 :  Sandy Casar (8e étape) ;
- 2016 :  Rui Costa (10e étape) ;
- 2021 :  Nairo Quintana (15e étape)[7].